# Burađa
Pour les articles homonymes, voir Burada.
Burađa (en serbe cyrillique : Бурађа) est un village de Serbie situé dans la municipalité de Nova Varoš, district de Zlatibor. Au recensement de 2011, il comptait 207 habitants.

## Démographie
| 1948 | 1953 | 1961 | 1971 | 1981 | 1991 | 2002 | 2011 |
| ---- | ---- | ---- | ---- | ---- | ---- | ---- | ---- |
| 458  | 450  | 500  | 394  | 349  | 290  | 258  | 207  |

|  |